# Naturpark Südschwarzwald

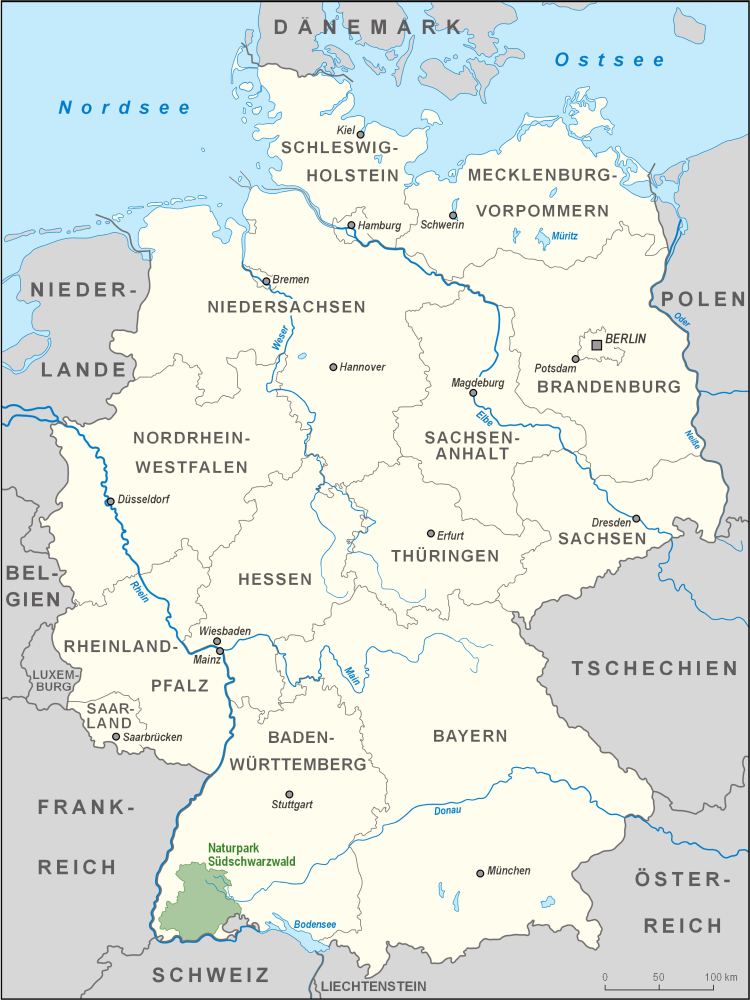
Lage des Naturparks in Deutschland

Der Naturpark Südschwarzwald ist mit einer Fläche von 3.940 km² einer der größten Naturparks in Deutschland.

## Geographie

### Zugehörige Stadt- und Landkreise
Der Naturpark umfasst den Südschwarzwald und darüber hinausreichende Flächen im Südwesten des Landes Baden-Württemberg. Sein Gebiet liegt im Stadtkreis Freiburg im Breisgau und den Landkreisen Breisgau-Hochschwarzwald, Emmendingen, Lörrach, Waldshut sowie Schwarzwald-Baar-Kreis.

### Lage
Der Naturpark Südschwarzwald reicht im Norden in Teile des Mittleren Schwarzwald bei Elzach und Triberg (Kreis Schwarzwald-Baar) und im Westen bis an den Rhein in den Landkreisen Breisgau-Hochschwarzwald, Freiburg im Breisgau und Lörrach inklusive der Vorbergzonen in der Rheinebene.
Im Süden umfasst er den Südschwarzwald in Richtung des Rheins in den Landkreisen Lörrach und Waldshut und im Osten das Alb-Wutach-Gebiet bis Donaueschingen und Villingen-Schwenningen im Schwarzwald-Baar-Kreis. Südlicher Teil des Naturpark Südschwarzwald ist der Klettgau, der Hotzenwald und der Dinkelberg, mit dem Breisgau-Hochschwarzwald reicht er ins Markgräflerland am Oberrhein. Im Gebiet des Randen und am Hochrhein schließen sich deutsche Gemeinden des Oberen Klettgaus dem Schweizer Regionalen Naturpark Schaffhausen an, bei Laufenburg beginnt der Jurapark Aargau – beide zählen zu den Schweizer Parks von nationaler Bedeutung. Der deutsche Teil des Klettgaus mit den Gemeinden Klettgau (Erzingen), Hohentengen und Jestetten ist nicht Bestandteil des Naturparks Südschwarzwald.
Im Norden verbindet er sich mit dem Naturpark Schwarzwald Mitte/Nord, darin befindet sich auch der Nationalpark Schwarzwald.
Der Verwaltungssitz ist das Haus der Natur in der Gemeinde Feldberg am höchsten Berg des Schwarzwaldes, dem 1.493 m hohen Feldberg.

## Geschichte
Der Naturpark Südschwarzwald geht auf das ehemalige Modellfördergebiet Südschwarzwald zurück, dessen Förderung 1997 auslief. Da bereits Planungen liefen, das Modell zu einem Naturpark weiterzuentwickeln, verlängerte das Land Baden-Württemberg seine Unterstützung bis zur Gründung des Naturpark Südschwarzwald e. V. am 1. Februar 1999 in Titisee-Neustadt, der Träger des Naturparks ist. Vereinsmitglieder sind die im Naturpark liegenden Landkreise sowie rund 100 Städte und Gemeinden, diverse Vereine, Unternehmen und Privatpersonen. 2005 und 2013 wurde die Fläche des Naturparks erheblich erweitert.

## Landschaft und Tourismus
Die landschaftliche Schönheit hat früh schon Künstler bewogen, hier tätig zu werden, auch weit darüber hinaus bekannt wurden die Bilder der aus diesem Gebiet stammenden Künstler, u. a. der Künstlersippe Winterhalder bzw. Winterhalter, von Hans Thoma, Adolf Hildenbrand, Josua Leander Gampp und Hermann Daur sowie durch Dichter und Schriftsteller wie Joseph Victor von Scheffel, Johann Peter Hebel, August Ganther, Heinrich Hansjakob oder Heinrich Ernst Kromer. Wissenschaftler wie Rudolf Metz sowie Heimatforscher, etwa Ferdinand Hasenfratz oder Elmar Zimmermann, haben die Natur beschrieben und erforscht.
Der Schwarzwaldverein legt Wanderwege und Rastplätze an, und 2008 entstand der Schluchtensteig. Der Südschwarzwald-Radweg führt von Hinterzarten über Waldshut-Tiengen, Basel und Freiburg rund um und durch den Naturpark Südschwarzwald. Der Wintersport hat durch den Südschwarzwald maßgebliche Impulse erhalten, ein bekannter Sportler ist Georg Thoma, der Begründer des Skimuseums Hinterzarten.
Der Tourismus im Schwarzwald erlebte ab der Mitte der 1990er Jahre einen steten Besucherschwund, die Zahl der Übernachtungen im Landkreis Freudenstadt sank von 2,4 Millionen 1992 auf 1,7 Millionen im Jahr 2007. In den Jahren darauf stiegen die Besucherzahlen jedoch wieder. Seit zwölf Jahren kann der Schwarzwald Jahr für Jahr neue Rekorde melden: Gegenüber dem Vorjahr stiegen die Gästeankünfte in den gewerblichen Betrieben im Schwarzwald 2019 wiederum um rund 271 Tausend auf 8,898 Mio. Urlauber.

## Umwelteinflüsse
Solange es Menschen gibt, haben diese die Landschaft durch ihr Wirken beeinflusst, sei es durch Nahrungserwerb oder Siedlung. Der Bodenverbrauch ist heute nur eines von vielen Problemen. Aktuell ist unter anderem der Ausbau der Energiereserven, etwa von Windkraftanlagen oder Speicherkraftwerken. Der weitere Ausbau der A98 wird noch mehr Landschaftsverbrauch mit sich bringen, insbesondere der Klettgau wird davon betroffen sein, die bisher weitgehend unbebauten Ebenen zwischen Waldshut und Schaffhausen werden stetig bebaut, hier wird auch Kies abgebaut.

## Sehenswürdigkeiten

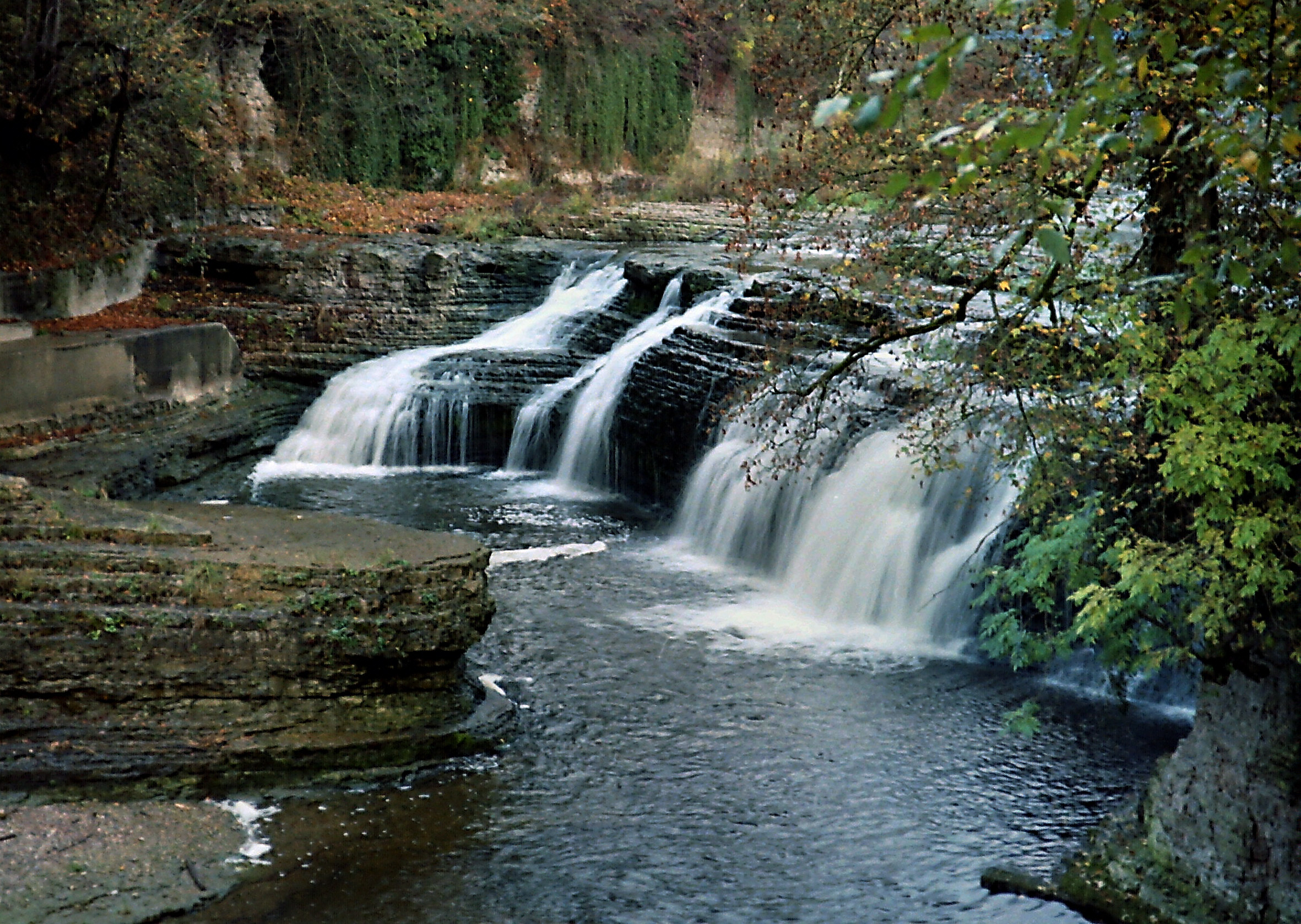
Wutachlauffen bei Lauchringen, das Wasser fällt über Muschelkalkbänke.

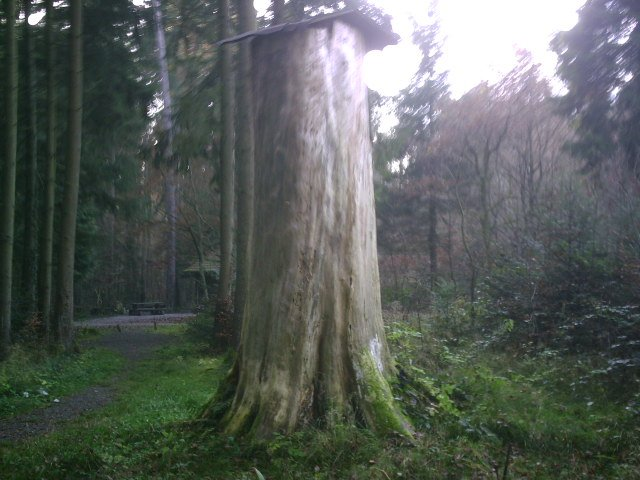
Stumpf der Großen Tanne bei Hohentengen

### Bedeutende Naturdenkmäler
Der Belchen ist die vierthöchste Erhebung im Schwarzwald und wurde 1949 wegen seiner Fauna und Flora unter Schutz gestellt. Neben seltenen Schmetterlingen und Käfern gibt es Wanderfalken und Auerhähne. In der Erdmannshöhle befindet sich ein Riesentropfstein, dessen Alter auf 135 000 Jahre geschätzt wird und der im Guinness-Buch der Rekorde eingetragen ist. Im Feldsee gibt es eine Art des stachelsporigen Brachsenkrauts, das neben dem Feldsee nur im Titisee vorkommt und von der IUCN als gefährdet eingestuft wird. Südlich des Feldsees liegt der Feldberg, er ist mit einer Höhe von 1493 m ü. NN die höchste Erhebung des Schwarzwaldes. Am Herzogenhorn gibt es ein Netz von Wanderwegen, der zum Gipfel führende Naturlehrpfad geht an der Krunkelbachhütte vorbei. Auf dem Blauen gibt es einen Aussichtsturm, der 1895 errichtet und 1984 mit Mitteln der Deutschen Bundespost renoviert wurde. Der Hochkopf liegt im südlichen Südschwarzwald. Ursprünglich ein Gletschersee, entstand der Schluchsee, wie er heute aussieht, durch die Aufstauung der Schwarza Anfang der 1930er Jahre. Mit einer maximalen Fläche von 5,14 km² ist der Schluchsee der größte See des Schwarzwaldes. Der Sage nach sind der Titisee und der Ursee unterirdisch miteinander verbunden. Neben den Triberger Wasserfällen (den zweithöchsten Wasserfällen Deutschlands) gibt es rund 50 weitere Wasserfälle im Südschwarzwald. In der Albschlucht von St. Blasien bis Albbruck befindet sich unter anderem die Teufelsküche und zwei Burgruinen.
Die Wutachschlucht ist 60 bis 135 Meter tief, Sehenswürdigkeiten in der Schlucht sind unter anderem das unter Denkmalschutz stehende Flusskraftwerk Stallegg und die Stallegger Tanne. Die Steina durchbricht in ihrem Lauf eine aus Mittlerem und Oberem Muschelkalk bestehende Scholle. Wegen dieser geologischen Besonderheit ist der Teilabschnitt als Geotop ausgewiesen. Das Flusstal der Schlücht besteht sowohl aus engen Schluchten wie auch breiten Tälern. Die Mündung der Wutach in den Rhein ist als Naturschutzgebiet ausgewiesen, da das Feuchtgebiet Heimat für viele verschiedene Vögel, Amphibien und Eidechsen ist. Die Große Tanne in Bergöschingen bei Hohentengen am Hochrhein war ursprünglich 44 Meter hoch, bevor sie 2006 durch einen Blitzschlag beschädigt wurde und wegen Sicherheitsbedenken 2008 gefällt werden musste. Mit einem Umfang von 4,3 Meter und einem Alter von über 200 Jahren war sie der mächtigste Baum im Hohentengener Wald. Der Baum wurde drei Meter über dem Boden abgesägt, der Stumpf kann heute besichtigt werden. Am Kloster Rheinau befindet sich eine Rheinschleife, in ihr wird das Wasser durch das Kraftwerk Rheinau aufgestaut. Teile des Oberen Hotzenwaldes sind als Natura-2000-Gebiet ausgewiesen, darunter mehrere Moore und Heidegebiete. Im schweizerischen Randengebiet, im Kanton Schaffhausen, können fossile Ammonite aus dem Jura gefunden werden.

### Bedeutende Städte und Gemeinden

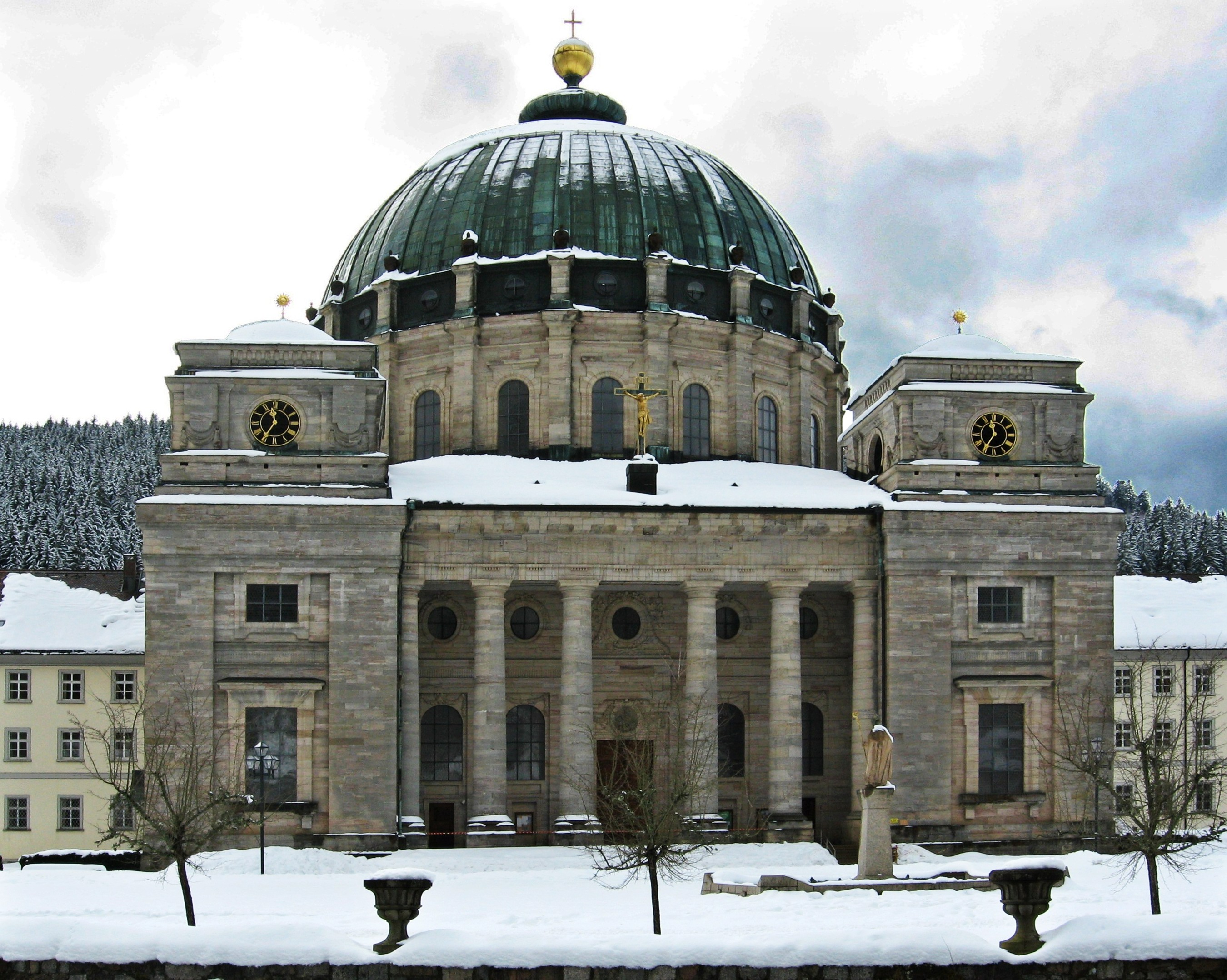
Dom St. Blasien

Touristisch bedeutende Städte im Naturpark Südschwarzwald sind unter anderem Donaueschingen mit der katholischen Pfarrkirche St. Johann, die vor allem durch ihre beiden Zwiebeltürme markant ist. Durch Blumberg führen mehrere Fernwanderwege, wie der Schluchtensteig. In Freiburg im Breisgau gibt es eine intakte Altstadt, mit Bauwerken wie dem Historischen Kaufhaus und dem Freiburger Münster, dem Wahrzeichen der Stadt. Zwei Tore der mittelalterlichen Stadtmauer sind erhalten geblieben, das Schwabentor und das Martinstor. Die Sammlung des Deutschen Uhrenmuseums in Furtwangen im Schwarzwald umfasst mehr als 8000 Objekte, von denen ungefähr 1000 ausgestellt sind. In St. Georgen im Schwarzwald ist die Wirtschaft auf Feinwerktechnik und die Uhrenherstellung konzentriert, das Deutsche Phonomuseum zeigt dessen Geschichte. Auf dem Dach der Schönauer Bergkirche befinden sich Photovoltaikanlagen die die Kirche und Gemeinde mit Solarstrom versorgen. Das Schloss Hohenlupfen in Stühlingen gehörte über 370 Jahre lang den Fürstenbergs, bevor es 2011 verkauft wurde. Die Gemeinde Hohentengen liegt im südlichsten Schwarzwald, an der Grenze zur Schweiz. Die in der Gemeinde liegende Burg Rotwasserstelz wurde erstmals 1163 urkundlich erwähnt. St. Blasien ist für seinen Dom bekannt; da die Stadt allerdings kein Bischofssitz ist, müsste das Bauwerk als ehemalige Klosterkirche Münster heißen. Die Hochfirstschanze in Titisee-Neustadt ist die größte Naturschanze Deutschlands. In Todtmoos findet seit 1975 jährlich ein Schlittenhunderennen statt, dabei schon zwei Weltmeisterschaften. Die Todtnauer Sommerrodelbahn ist mit einer Länge von 2700 Metern die zweitlängste Deutschlands. Nahe Triberg im Schwarzwald steht die größte Kuckucksuhr der Welt, die mit einer Höhe von 15,3 Meter auch von innen besichtigt werden kann. Der mittelalterliche Stadtkern von Villingen (heute Villingen-Schwenningen) ist größtenteils erhalten geblieben, auch die im Hochmittelalter erbaute Stadtbefestigung existiert noch teilweise. In Waldshut-Tiengen steht das Schloss Tiengen. Ursprünglich im elften Jahrhundert als Burg gebaut, wurde es in den 1560er Jahren zum Schloss erweitert.

## Fauna und Flora (Auswahl und Besonderheiten)

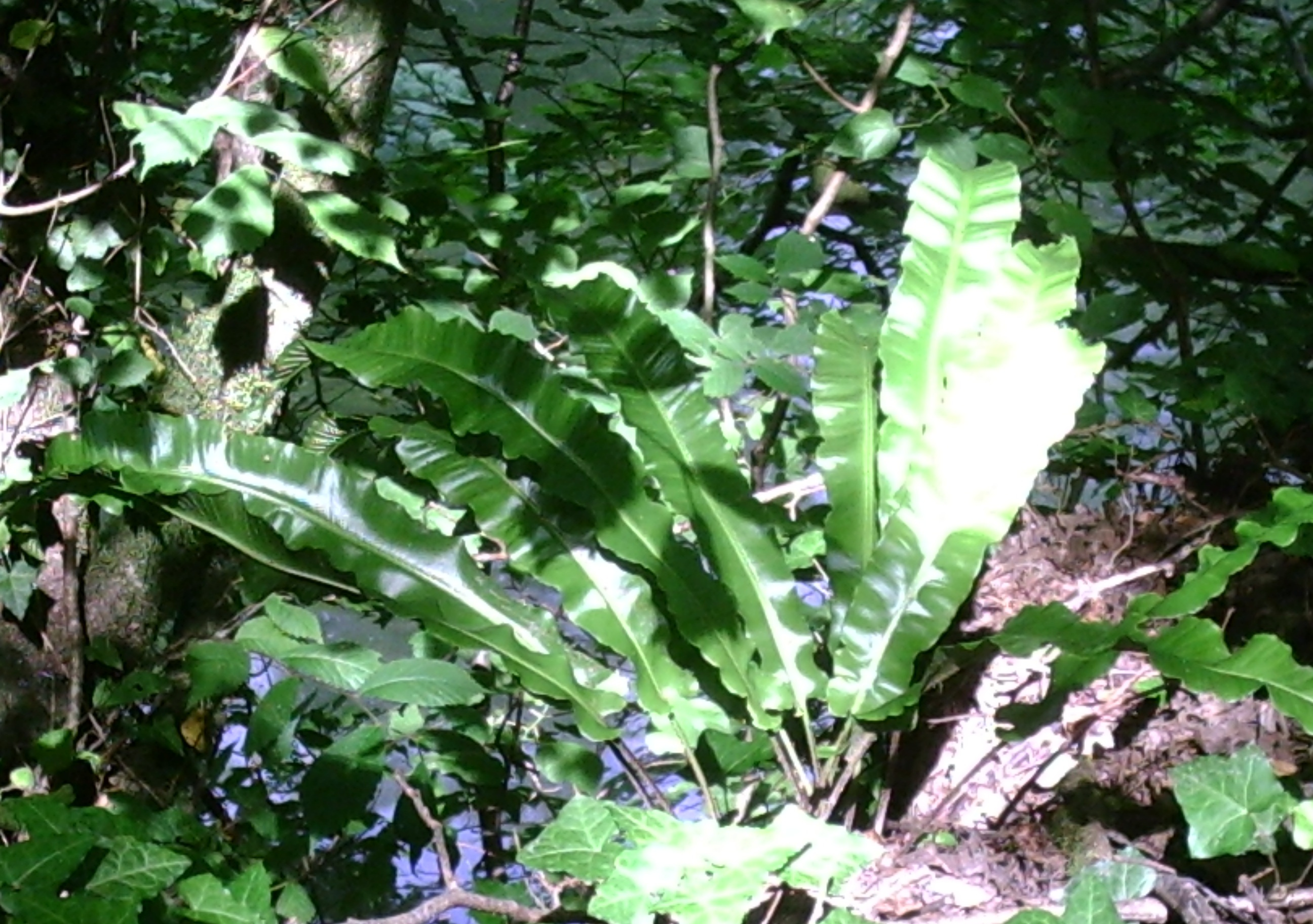
Hirschzungenfarn beim Wutachlauffen unterhalb der Lauffenmühle

Im Hochschwarzwald kommt noch das Auerhuhn vor, rund 600 Exemplare leben im gesamten Schwarzwald. Bekannter ist der Kuckuck, sporadisch durchziehen den Hochwald auch die Kreuzschnäbel. In den 1930er Jahren wurden Gämsen wieder angesiedelt. Im westlich des Schwarzwaldes gelegenen Kaiserstuhl leben Wildkatzen; man hofft, dass sie sich auch im Schwarzwald wieder ausbreiten. Rothirsche sind selten anzutreffen, Rehe und Füchse dagegen häufiger. Im Juli und August blüht an den Rändern der Viehweiden der leuchtend gelbe Besenginster, auch „Ramsen“ genannt, in Hochlagen dessen kleinere Unterart, der Gewöhnliche Ginster oder „Ramsele“.
Der Lebensraum für Schmetterlinge wird immer weiter durch Monokulturen eingeengt. Der vor einigen Jahren noch anzutreffende Appollofalter soll im Schwarzwald nicht mehr vorkommen, dagegen ist der Aurorafalter noch häufiger zu sehen. Um die Hochmoore gibt es den Sonnentau und den Fieberklee und andere äußerst seltene endemische Arten, etwa das Brachsenkraut und im Waldboden den Badischen Riesenregenwurm, ihm zu Ehren wurde ein Riesenregenwurm-Erlebnispfad eingerichtet. Ebenfalls im Südschwarzwald endemisch sind der Präger Dammläufer (eine Käferart) und die Badische Quellschnecke (Bythinella badensis), eine Art von sehr kleinen Süßwasserschnecken, einer aquatischen Gastropodenmolluske aus der Familie der Amnicolidae. Schlangen wie die Ringelnatter kommen reichlich vor, eine seltene Art, die im Südschwarzwald lebt, ist die Aspisviper. Blindschleichen, Bergmolche und Salamander leben auch im Schwarzwald. Die Weißtanne ist nach der Fichte für den Schwarzwald der wichtigste Baum. Der Fichtenwald ist die Heimat mehrerer Pilzarten wie Pfifferling oder Steinpilz. Diese dürfen jedoch nicht in übermäßigen Mengen gesammelt werden, ein Kilogramm pro Person ist erlaubt.
Auf den Trockenwiesen der Hochflächen wächst die Silberdistel und Gelber Enzian. Sie sind auch auf den Magerwiesen im Klettgau verbreitet, an wenigen Standorten, etwa dem Naturschutzgebiet Pulsatilla-Standort Dangstetten, wachsen die seltenen Küchenschellen und fliegt noch das Widderchen. Im Frühling blüht die Echte Schlüsselblume und auf feuchten Wiesen kommen Orchideen vor, die Knabenkräuter. An einigen Stellen kommt der Gelbe Frauenschuh vor. Die Türkenbundlilie ist ebenso an wenigen Stellen anzutreffen.
In den Seen sind Fische wie Rotaugen und Barsche bei den Anglern beliebt sowie die in den Bächen lebenden Forellen. Bereits um 1900 reisten Engländer an die Bäche und Schwarzwaldflüsse, um zu angeln. Die Wutach und auch der Rhein sind bis heute begehrte Anglerparadiese, doch nur mit Anglerschein und Gewässerschein fängt man je nach Jahreszeit Aale, Barben oder Forellen. Für die früher häufig vorkommenden Nasen gelten heute strenge Schonmaße. Der Lachs wurde in den letzten Jahren wieder in den Rhein eingesetzt, und die Anzahl der Zurückkehrer steigt seitdem stetig. In Seen und Bächen lebt neben Flusskrebsen auch der seltene Dohlenkrebs.
Für die Jagd hat man Gämsen und vereinzelt Damwild angesiedelt, Wildschweine sind ebenfalls häufig, sie kennen keine Grenzen und durchschwimmen auch den Rhein. Luchs, Wolf und Braunbär sind bisher noch nicht wieder angesiedelt, leben aber in der Nähe (Alpen, Vogesen). Graureiher, Biber und Kormorane sind an den Flüssen wieder anzutreffen. Auch verschiedene Falkenarten gibt es noch. Wildtiere in natürlicher Umgebung können zum Beispiel im Wildgehege Waldshut oder im Tierpark Löffingen beobachtet werden.

## Projekte
Die Region ist Schauplatz für unterschiedlichste Projekte in den Bereichen Umweltschutz, erneuerbare Energien, Stärkung der biologischen Vielfalt, Lebensraumkorridore für Tiere, Bildung und Zusammenleben.

### Bauwerk Schwarzwald
Bauwerk Schwarzwald ist:
- ein Kompetenzzentrum, das die regionalspezifische Bau- und Handwerkskultur fördert und wichtige Impulse für die Baukultur und das Handwerk im Schwarzwald gibt.
- eine Anlaufstelle für alle Interessierten der Handwerks-, Bau- und Wohnkultur im Schwarzwald, die sich für den Erhalt und die Weitergabe von Wissen und Kulturgut in Bau, Handwerk und Design engagieren.
- ein Dach für bestehende und neue Bau-, Kultur- und Handwerksinitiativen in Kooperation mit Kammern, Verbänden und anderen Organisationen.

Leitidee ist, die im Schwarzwald regionalspezifische Bau- und Handwerkskultur zu fördern und eine Verbindung zwischen Tradition und Moderne, Architektur, Handwerk und Design, Forschung und Ausbildung, Experiment und Praxis zu schaffen – in wechselseitigem Austausch und mit neuen Partnern.

### Blühender Naturpark Südschwarzwald
Die Kampagne "Blühender Naturpark" läuft seit 2013. Das Netzwerk der an der Kampagne Beteiligten umfasst mehr als 60 Naturparkgemeinden, des Weiteren Imkervereine und Naturschutzgruppen im Naturpark. Zusammen mit diesen Beteiligten soll der Naturpark "blumenbunter" gemacht und so ein Beitrag zur Verbesserung der Biodiversität im Naturpark geleistet werden. Besonderer Fokus liegt dabei auf den blütenbesuchenden Insekten, wie beispielsweise Bienen, Hummeln und Schmetterlingen. Maßnahmen der Kampagne sind Pflegeextensivierung auf innerörtlichen Freiflächen durch z. B. weniger häufiges Mähen. Außerdem wird gebietsheimisches Saat- und Pflanzgut ausgebracht, so dass mehr Artenreichtum entsteht und Blütenpflanzen in den Städten und Gemeinden Einzug halten. So können auch artenreiche Wiesen und Raine in der Landschaft wiederhergestellt werden, wo diese, etwa durch Baumaßnahmen, Wildschweinwühlschäden oder Bewirtschaftungsfehler, zerstört wurden.

### Naturpark-Bauerngartenroute
Von jeher waren im Schwarzwald Bauerngärten wichtiger Bestandteil bäuerlicher Traditionen. Auch heute werden regional und örtlich sehr unterschiedliche Gemüsegärten und intakte Klostergärten gepflegt und erhalten. Bauerngärtnerinnen kultivieren alte Gemüseraritäten und fast vergessene Blumensorten. Die "Bauerngartenroute" führt durch die beiden Naturparke des Schwarzwaldes und verbindet so die schönsten Gärten miteinander. Dabei sind immer zwei bis drei Gärten in einer themenbezogenen Route zusammengefasst.

### Naturpark-Kochschule
Leitidee der Naturpark-Kochschule ist die Sensibilisierung und Motivation von Kindern und Erwachsenen, gemeinsames Kochen, gesunde Ernährung und regionale Lebensmittel in den Familienalltag zu integrieren. Aktionsraum der Naturpark-Kochschule sind die Naturpark-Schulen sowie die zahlreichen Naturpark-Märkte im Südschwarzwald.

### Naturpark-Schulen
Der Grundgedanke der Naturpark-Schulen ist, Kindern und Jugendlichen auf bildungsplanorientierter Basis Themen aus den Bereichen Natur und Kultur mit außerschulischen Partnern zu vermitteln. Diese Themen werden verbindlich und dauerhaft mit hohem Praxisbezug im Lehrplan verankert. Das Programm Naturpark-Schule gibt es seit 2011 im Südschwarzwald. Naturpark, Gemeinde und Schule arbeiten im Programm Naturpark-Schule eng zusammen. Viele außerschulische Partner, wie beispielsweise Landwirte, Vereine und Handwerker, stellen ihre umfassenden Erfahrungen und „Lebensweisheiten“ zur Verfügung.